# ВАЗ-2109
ВАЗ-2109 «Спутник» (простореч. название «девятка») — советский и российский переднеприводный автомобиль II группы малого класса с кузовом типа хетчбэк. Разработан и серийно выпускался на Волжском автомобильном заводе в 1987—2004 годах. С 2004 до конца 2011 года вариант ВАЗ-21093 собирался из машинокомплектов на Украине на заводе «ЗАЗ». Представляет собой пятидверную модификацию ВАЗ-2108 в семействе моделей Лада «Спутник».

## История
Серийное производство ВАЗ-2109 началось в 1987 году и первоначально данная модель оснащалась рядными четырёхцилиндровыми восьмиклапанными карбюраторными бензиновыми двигателями объёмом 1100, 1300 и 1500 см³.
В 1991 году начался выпуск модели с измененным внешним видом передней части кузова (с так называемыми «длинными» крыльями и иной формой капота). С 1994 года двигатели объёмом 1500 см³, устанавливающиеся на ВАЗ-2109 и другие модели семейства «Самара», стали оснащать впрыском топлива. На экспортных рынках на модель опционально устанавливали кондиционер, электростеклоподъёмники, ГУР, люк в крыше, катализатор и другое дополнительное оборудование.

## Описание конструкции
Кузов ВАЗ-2109 — двухобъёмный, типа хетчбэк. Передняя подвеска у ВАЗ-2109 полностью независимая, типа Макферсон без подрамника, рычаг подвески крепится напрямую к лонжерону через кронштейн. Задняя подвеска полунезависимая с поперечной балкой, работающей на кручение, по конструкции схожая со многими другими переднеприводными автомобилями тех лет. ВАЗ-2109 оснащался механической трансмиссией, в состав которой входили:
- однодисковое простое сцепление;
- 4- или 5-ступенчатая коробка передач;
- цилиндрическая главная передача;
- конический дифференциал;
- приводные валы со ШРУСами[2].

## Модификации
На протяжении выпуска ВАЗ-2109 было выпущено несколько модификаций:
- ВАЗ-2109 — базовая модель, карбюраторный двигатель 1,3 литра (1987—1997)
- ВАЗ-21091 — модификация с карбюраторным двигателем 1,1 литра (1987—1997)
- ВАЗ-21093 — модификация с карбюраторным двигателем 1,5 литра (1988—2006)
- ВАЗ-21096 — модификация, аналогичная ВАЗ 2109, но с правосторонним расположением рулевой колонки
- ВАЗ-21093i — модификация с инжекторным двигателем 1,5 литра (опытное производство с 1994, постоянное — с апреля 1998)
- ВАЗ-2109-91 — модификация с РПД ВАЗ-415
- ВАЗ-2109 Carlota — модификация бельгийской фирмы Scaldia-Volga (1991—1996?). Цена таких машин при реэкспорте в СССР в 1991 году составляла 9100 долларов США[3]
- ВАЗ-2109 Baltic GL (L) — модификация, выпускавшаяся в Финляндии предприятием Valmet, с инжекторным двигателем 1,5 литра (1995—1998)

## Галерея

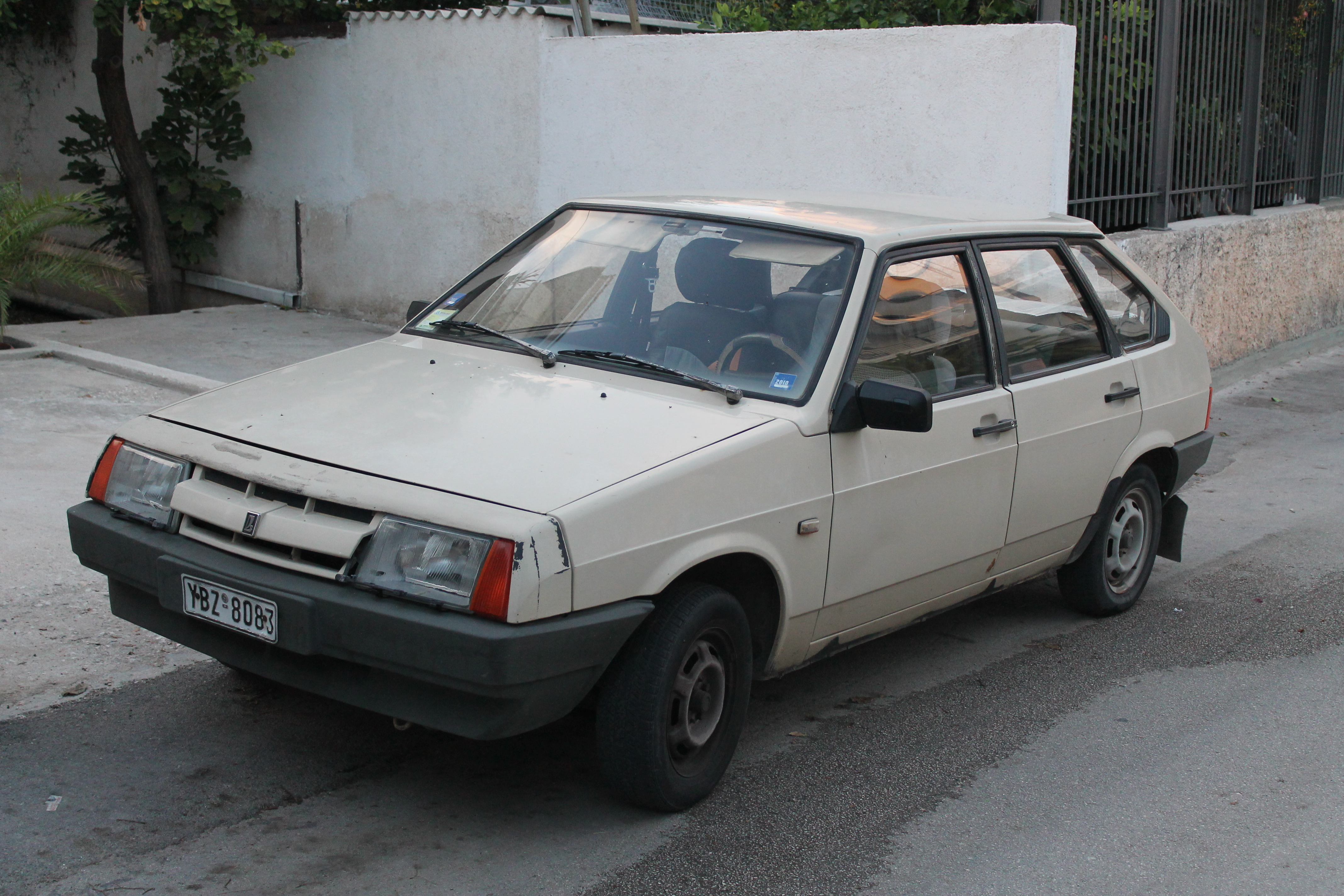
ВАЗ-2109 ранней серии, с коротким передним крылом
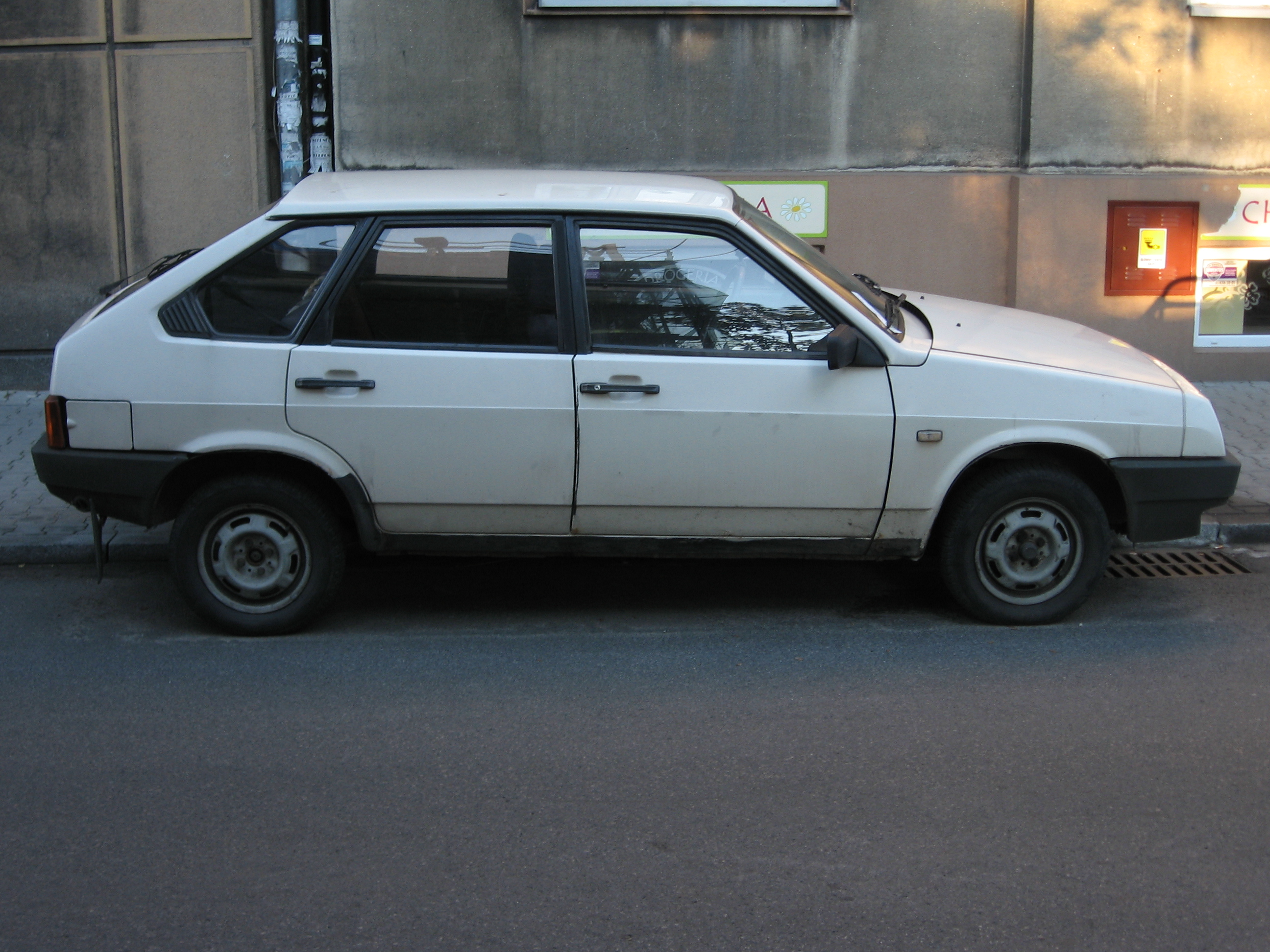
Вид сбоку
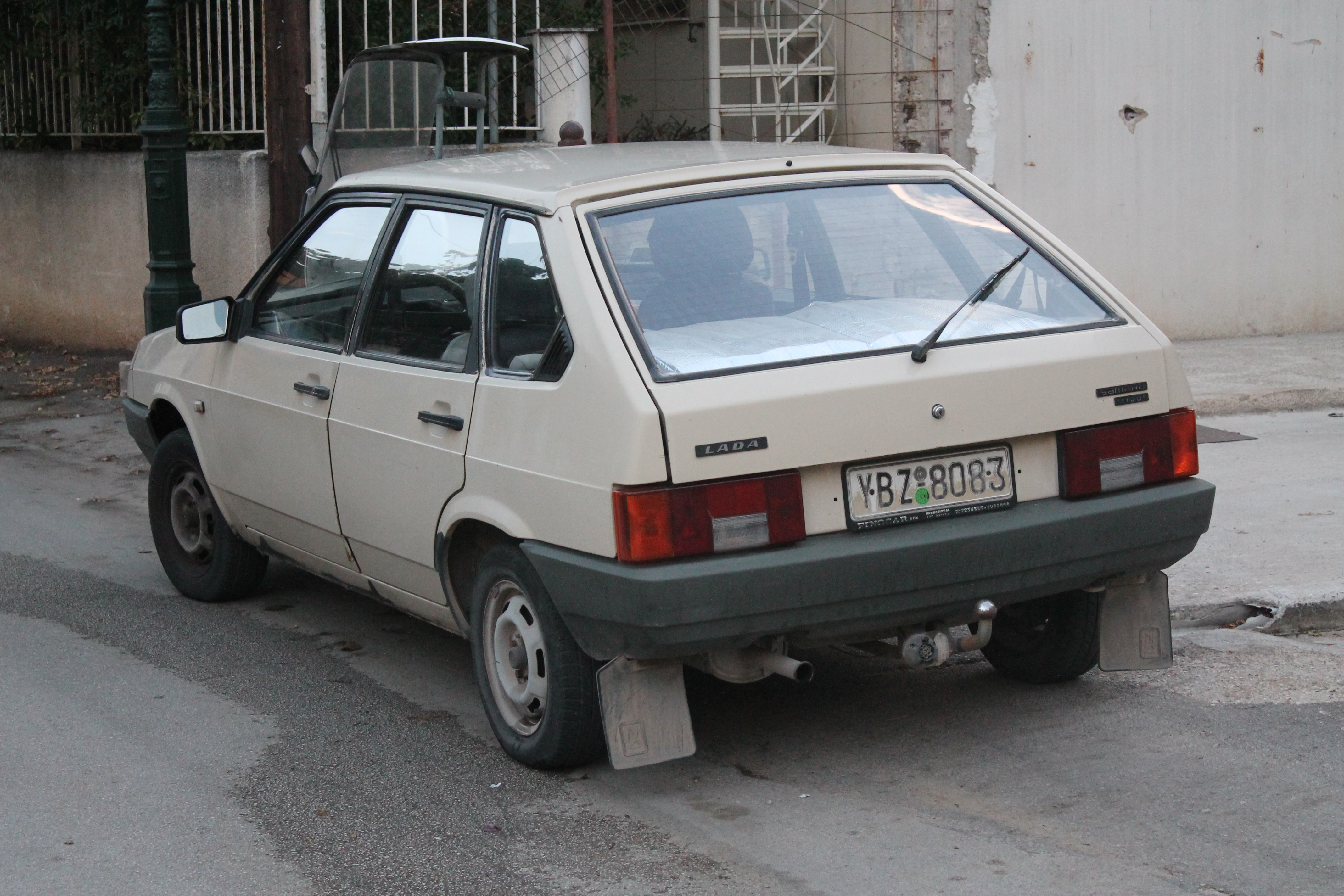
Вид сзади
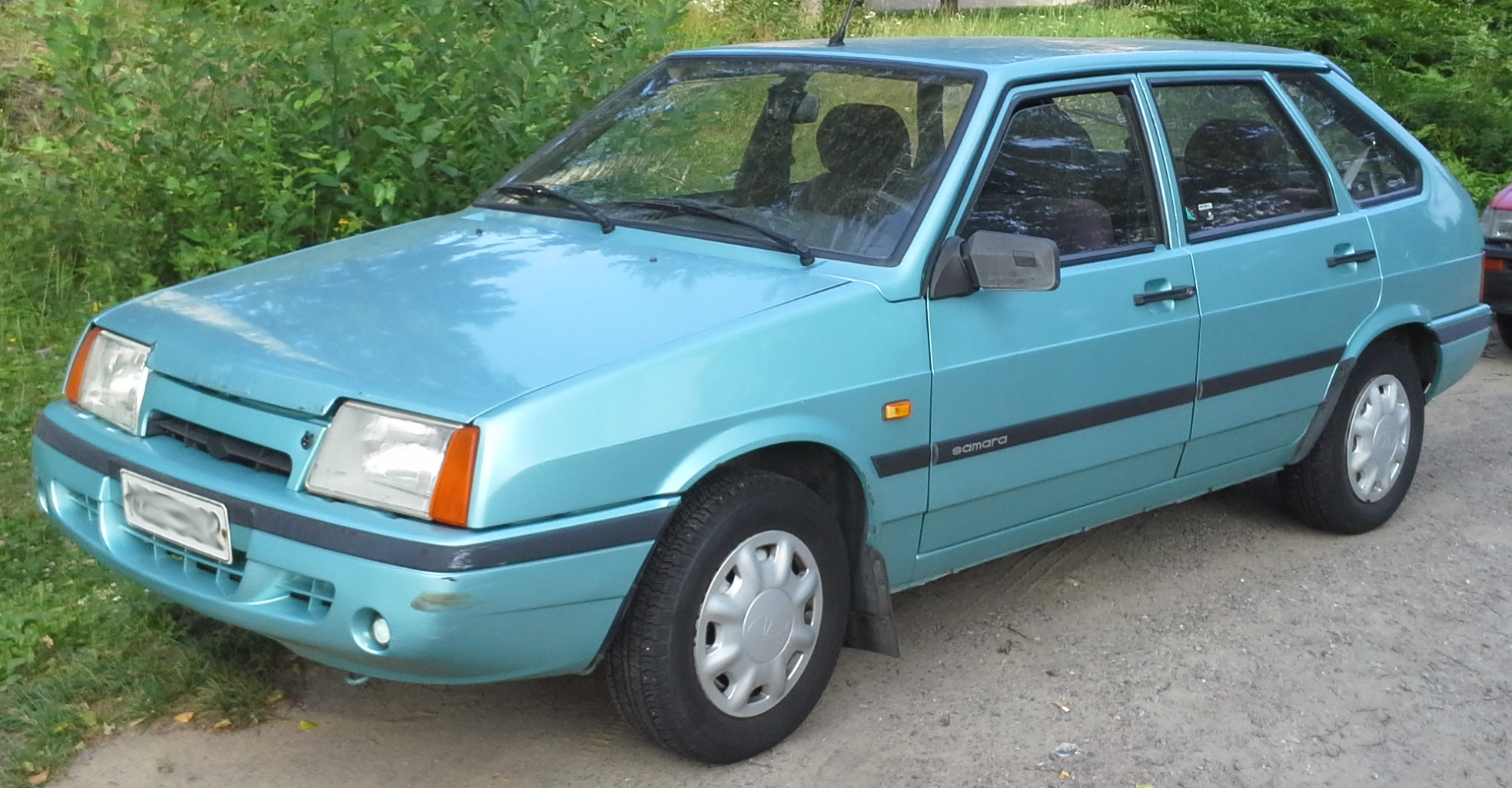
ВАЗ-2109 Baltic GL (L)
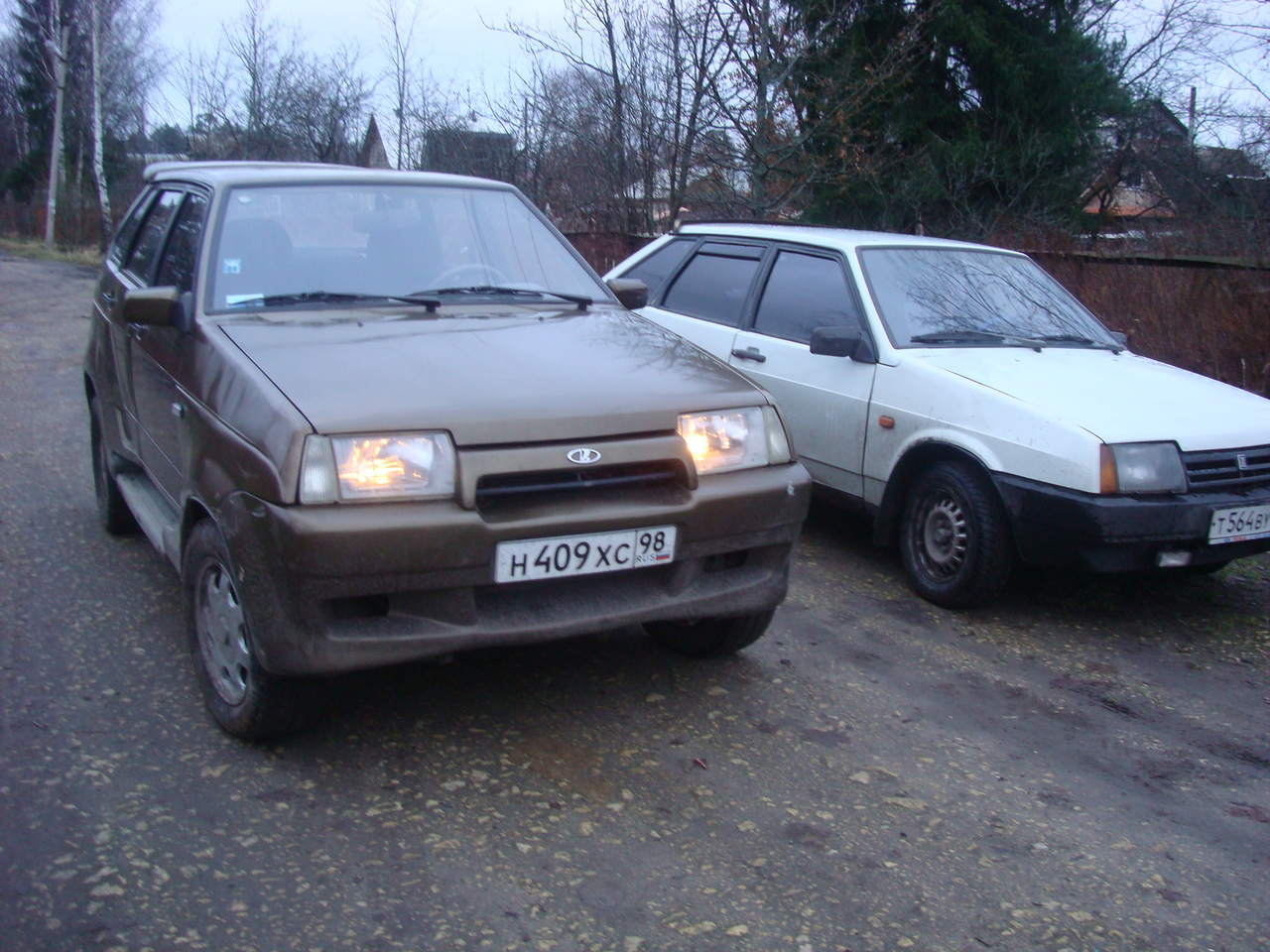
ВАЗ-210934 «Тарзан»